# Kroppshets
Kroppshets är en svensk TV-serie i tre delar som hade premiär på SVT 20 september 2018. Programmet handlar om vilken betydelse sociala medier, reklam, massmedia har för hur vi ser på våra egna kroppar. I programmet som leds av Mia Skäringer tas problem som bland annat självskadebeteende och ätstörningar som kroppshetsen och de idealbilder om hur vi ska se som vi dagligen exponeras av kan led till.